# 10577 Jihčesmuzeum
10577 Jihčesmuzeum eller 1995 JC är en asteroid i huvudbältet som upptäcktes den 2 maj 1995 av den tjeckiska astronomen Miloš Tichý vid Kleť-observatoriet. Den är uppkallad efter Jihčesmuzeum i České Budějovice.